# Enchanted (альбом Марка Алмонда)
Enchanted — шестой студийный альбом британского певца и автора песен Марка Алмонда. Он был выпущен 7 августа 1990 года и достиг 52-го места в британском чарте альбомов. Выходу альбома предшествовал выход синглов «A Lover Spurned» (входит в топ-30 хитов Великобритании, с участием актрисы Джули Т. Уоллес), «The Desperate Hours» и «Waifs and Strays» (ремикс на последний был сделан группой The Grid для его выпуска как сингла).

## История создания
Песни для альбома были записаны в студиях Marcus, Beethoven Street, Sarm West, Advision и Mayfair Studios в Лондоне. Алмонду аккомпанировали бывший участник La Magia и Willing Sinners Билли МакГи и различные студийные музыканты. Алмонд работал с тремя продюсерами: Боб Краушаар и Гэри Моган курировали по половине треков каждый, а Стивен Хейг спродюсировал главный сингл «A Lover Spurned».
В своей автобиографии «Порочная жизнь» Марк так описывает альбом:
| Оценки критиков               | Оценки критиков |
| Источник                      | Оценка          |
| ----------------------------- | --------------- |
| AllMusic                      | [ 6 ]           |
| Encyclopedia of Popular Music | [ 7 ]           |
| New Musical Express           | 7/10            |

...Я считаю Enchanted своим «всемирным» альбомом. Для меня он — экзотический вояж по разным уголкам земли, а также — в самого себя. Отражая влияние музыки, которую я слушал в тот период, на треках прослушиваются испанские, арабские, турецкие мотивы. В композиции «Death's Diary» звучит индийская бхангра, в «Orpheus in Red Velvet» — напевы Среднего Востока, в  «Carnival of Life» — бразильская ламбада, в «The Sea Still Sings» — мелодии кельтов, в «A Lover Spurned» — латинский драматизм. Яркий калейдоскоп затронутых в альбоме тем Пьер и Жилль запечатлели на обложке, изобразив меня морским богом, проплывающим по

своим подводным владениям в сопровождении русалки. Эта обложка моя самая любимая.
Алмонд описал процесс записи этого альбома как процесс «конфликта» между ним и продюсером Краушааром. В своей автобиографии «Порочная жизнь» Алмонд описывает, как в записи он хотел «спонтанности и неожиданности, страсти и упорства» и что он «хотел махать дирижёрской палочкой и греметь диковинными инструментами, творя экзотическую какофонию», тогда как Краушаар был технофилом и «с удовольствием заменил бы меня и всех остальных бездушной исполнительностью своего компьютера. Я вкладывал в песню сердце, душу, всего себя — а он лишь вздыхал: "Ну ладно, с горем пополам сойдёт"». Однако Алмонд признает, что «год спустя я включил альбом, и влюбился в него. Боб Краушаар произвёл высококачественный, полнозвучный альбом, а я в тот момент просто не слышал этого».
Альбом был переиздан на компакт-диске в 2002 году после ремастеринга.

## Список композиций
Авторство всех песен — Марк Алмонд, кроме указанных отдельно:
| No. | Название               | Автор(ы)                 | Длительность |
| --- | ---------------------- | ------------------------ | ------------ |
| 1.  | "Madame De La Luna"    | Марк Алмонд, Билли МакГи | 4:47         |
| 2.  | "Waifs and Strays"     |                          | 5:09         |
| 3.  | "The Desperate Hours"  |                          | 4:27         |
| 4.  | "Toreador in the Rain" |                          | 2:52         |
| 5.  | "Widow Weeds"          | Марк Алмонд, Билли МакГи | 5:39         |

| No. | Название                | Длительность |
| --- | ----------------------- | ------------ |
| 6.  | "A Lover Spurned"       | 5:37         |
| 7.  | "Death's Diary"         | 4:00         |
| 8.  | "The Sea Still Sings"   | 3:48         |
| 9.  | "Carnival of Life"      | 4:38         |
| 10. | "Orpheus in Red Velvet" | 5:07         |

## Участники записи
- Марк Алмонд — вокал, аранжировки
- Билли МакГи — клавишные, бас-гитара, оркестровые аранжировки, дирижер, аранжировки, аранжировка духовых инструментов («Death's Diary» и «Orpheus in Red Velvet »)
- Гэри Моэн — Fairlight, дополнительные клавишные, перкуссия
- Джек Эмблоу — аккордеон
- Энрико Томассо – аранжировка духовых инструментов («Death's Diary» и «Orpheus in Red Velvet»)
- The False Harmonics String Ensemble — струнный оркестр

### Участники записи отдельных композиций
1) «Madame De La Luna»
- Энрико Томассо — флюгельгорн
- Крис Томблинг — солист, скрипка
- Блэр Бут — бэк-вокал

2) «Waifs and Strays»
- Хоссам Рамзи — ударные
- Бетси Кук — бэк-вокал, клавишные

3) «The Desperate Hours»
- Ришар Биссель — валторна
- Хуан Рамирес — гитара фламенко, хлопки в ладоши
- Роланд Сазерленд — флейта
- Линда Тейлор — бэк-вокал
- Мэгги Райдер — бэк-вокал
- Сьюзи О'Лист — бэк-вокал

4) «Toreador in the Rain»
- Крис Томблинг — солист, скрипка
- Энрико Томассо — труба

5) «Widow Weeds»
- Хоссам Рамзи — ударные
- Башир Абделал — флейта
- Кей Гарнер — бэк-вокал
- Бетси Кук — солистка, голос

6) «A Lover Spurned»
- Джули Т. Уоллес — голос
- Стивен Хейг — клавишные

7) «Death's Diary»
- Энрико Томассо — труба
- Клэр Торри — бэк-вокал
- Кей Гарнер — бэк-вокал
- Стефани Де-Сайкс — бэк-вокал
- Бетси Кук — клавишные

8) «The Sea Still Sings»
- Дэйв Грегори — гитара
- Клэр Торри — бэк-вокал
- Кей Гарнер — бэк-вокал
- Стефани Де-Сайкс — бэк-вокал

9) «Carnival of Life»
- Мари Франс — солистка, голос
- Клэр Торри — бэк-вокал
- Кей Гарнер — бэк-вокал
- Стефани Де-Сайкс — бэк-вокал
- Боб Краушаар — акустическая гитара

10) «Orpheus in Red Velvet»
- Хоссам Рамзи — ударные
- Энрико Томассо — труба
- Бетси Кук — бэк-вокал

### Технический персонал
- Боб Краушаар — продюсер (все треки, кроме «A Lover Spurned»)
- Гэри Моэн — продюсер (все треки, кроме «The Desperate Hours» и «A Lover Spurned»)
- Стивен Хейг – продюсер («A Lover Spurned»)
- Боб Краушаар — сведение (все треки, кроме «A Lover Spurned»)
- Майк «Спайк» Дрейк — сведение («A Lover Spurned»)
- Грант Николас, Кевин Уайт, Рон Свон, Саймон Дафф, Саймон Гогерли и Стив Фицморис — помощник инженера
- Зулейка — модель для фото на обложке
- Пьер и Жиль – фото на обложке
- Green Ink – Direct Art